# Чугуево (Иркутская область)
Чугуево, Чугуева — упразднённая деревня в Киренском районе Иркутской области России.

## Название
Прежнее название — Чугуевская, в память о Чугуеве (Украина).

## География
Находилась на правом берегу реки Лена, в 3 км от села Банщиково и в 5 км от села Чечуйск.

## История
Деревня упоминается с 1665 года.
Основателем называется Михайло Ондреев Чугуевский, сосланный на Лену вместе с запорожцами. Вблизи деревни находился  Чечуйский острог.

### Административно-территориальное устройство
До упразднения уездно-губернского деления входило в состав: Иркутская губерния, Киренский округ, Чечуйская волость.
В Списке населённых мест Сибирского края 1930 года Сибирский край, Киренский округ, Чечуйский район, Банщиковский сельсовет.

## Население

### Национальный и гендерный состав
Согласно результатам переписи 1926 года, проживали 325 человек, из них 162 мужчины, 163 женщины. Преобладающая национальность русские. Согласно М. Н. Мельхееву, основателями деревни были запорожцы (то есть украинцы).

## Известные уроженцы, жители
В Чугуево родился выдающийся врач Фёдор Григорьевич Углов.

## Инфраструктура
Было личное подсобное хозяйство с зоной сельскохозяйственного использования, индивидуальная застройка усадебного типа. Хозяйств по переписи 1926 года — 56